# Béla Békessy
Béla Békessy (16 de noviembre de 1875-6 de julio de 1916) fue un deportista húngaro que compitió en esgrima, especialista en la modalidad de sable. Participó en los Juegos Olímpicos de Estocolmo 1912, obteniendo una medalla de plata en la prueba individual.

## Palmarés internacional
| Juegos Olímpicos | Juegos Olímpicos   | Juegos Olímpicos | Juegos Olímpicos |
| Año              | Lugar              | Medalla          | Prueba           |
| ---------------- | ------------------ | ---------------- | ---------------- |
| 1912             | Estocolmo (Suecia) | Medalla de plata | Sable individual |